# Eugene V. Debs
Eugene Victor Debs (Terre Haute, Indiana; 5 de noviembre de 1855 - Elmhurst, Illinois; 20 de octubre de 1926) fue un activista y sindicalista estadounidense. Fue uno de los miembros fundadores de Industrial Workers of the World y cinco veces candidato a la presidencia de los Estados Unidos por el Partido Socialista de América. Mediante sus candidaturas presidenciales y su trabajo al frente de movimientos obreros, Debs se convirtió en uno de los socialistas más conocidos de los Estados Unidos.
Al comienzo de su carrera política, Debs era miembro del Partido Demócrata. Fue elegido por este partido a la Asamblea General de Indiana en 1884. Tras trabajar con varios sindicatos menores, Debs dirigió a su sindicato en una huelga general de diez meses contra el ferrocarril de Chicago, Burlington y Quincy en 1888, finalmente perdiendo. 
Es conocido como el socialista que ha obtenido la mayor votación en la historia de las elecciones presidenciales de Estados Unidos de América, alcanzando en 1912 un 6 % de las preferencias.

## Sindicalista
Debs nació en Terre Haute (Indiana) el 5 de noviembre de 1855. Abandonó el hogar paterno a los catorce años para trabajar en los ferrocarriles y pronto se interesó en la actividad sindical. Como presidente del Sindicato Ferroviario Americano dirigió una exitosa huelga contra la compañía ferroviaria Great Northern Railroad en 1894. Dos meses más tarde fue encarcelado en la prisión de Woodstock por su papel en una huelga contra la compañía Pullman de Chicago. En la cárcel conoció al socialista y futuro congresista Victor Berger, quien le presentó las ideas de Karl Marx y el socialismo. Al salir de la cárcel Debs se declaró socialista.

## Vida partidaria

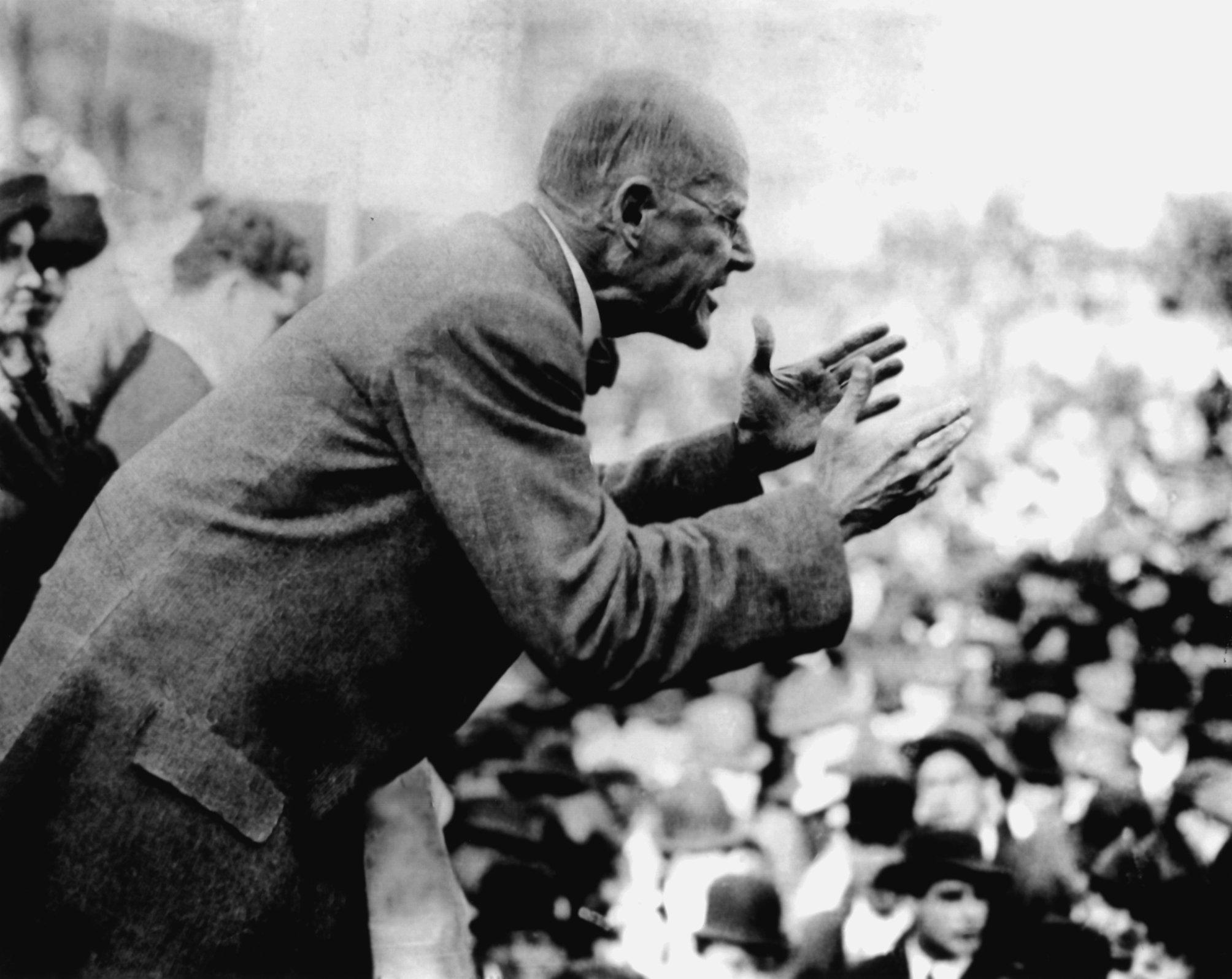
Debs en 1918 en Canton (Ohio)

Sin tardar, formó el Partido Social Demócrata, que se transformó en Partido Socialista en 1901. Él mismo fue proclamado su candidato perenne a la presidencia del país. Se lanzó de candidato bajo las banderas socialistas en las elecciones nacionales de 1904, 1908, 1912 y 1920. En esta última recibió su mayor cantidad de votos: cerca de 915 000 (6 %), pese a encontrarse encarcelado, pues había sido arrestado bajo el cargo de sedición a causa de su oposición a la I Guerra Mundial. Permaneció en prisión hasta 1921. Warren G. Harding conmutó la sentencia en 1921. 
Debs murió en Elmhurst (Illinois) el 20 de octubre de 1926 debido a problemas cardiovasculares que desarrolló en prisión. Desde entonces ha sido citado como la inspiración de numerosos políticos.
La Eugene V. Debs Foundation trabaja para continuar su legado en el siglo XXI.